# サンバーン (映画)
『サンバーン』（英語:Sunburn)は1979年に放映されたアメリカ合衆国のコメディ探偵映画。監督リチャード・C・サラフィアン。脚本ジェームズ・ブース、ジョン・デイリー、スティーブン・オリバー。スタンリイ・エリンの小説『空白との契約』を原作としている。

## キャスト
| 役名             | 俳優                     | 日本語吹替                           |
| 役名             | 俳優                     | フジテレビ版                         |
| ---------------- | ------------------------ | ------------------------------------ |
| エリー           | ファラ・フォーセット     | 小原乃梨子                           |
| ジェイク         | チャールズ・グローディン | 広川太一郎                           |
| アル             | アート・カーニー         | 塩見竜介                             |
| クロフォード     | ウィリアム・ダニエルズ   | 飯塚昭三                             |
| ウェッブ         | ジョン・ヒラーマン       | 緑川稔                               |
| カール           | ロビン・クラーク         | 仲木隆司                             |
| ジョアンナ       | ジョーン・グッドフェロー | 高島雅羅                             |
| ギーラ           | ジャック・クルーシェン   | 大木民夫                             |
| 不明 その他      | N/A                      | 加藤正之 池田勝 清川元夢             |
| 日本語版スタッフ |                          |                                      |
| 演出             |                          |                                      |
| 翻訳             |                          |                                      |
| 効果             |                          |                                      |
| 調整             |                          |                                      |
| 制作             | 制作                     | テレキャスジャパン                   |
| 初回放送         | 初回放送                 | 1980年8月22日 『ゴールデン洋画劇場』 |